# 강원대학교 총장 목록
강원대학교 총장(江原大學校 總長)은 강원대학교 교무를 통할하고 소속 교직원을 감독하며, 학생을 지도하고 학교를 대표한다. 총장임용추천위원회에서 선정하고 대한민국 교육부장관의 제청으로 대통령이 임용하며, 임기는 4년이다.

## 역대 총장

### 학장
| 대수  | 이름   | 단과대학 | 임기                               |
| ----- | ------ | -------- | ---------------------------------- |
| 초대  | 함인섭 | 농과대학 | 1949년 8월 30일 - 1957년 3월 31일  |
| 제2대 | 함인섭 | 농과대학 | 1957년 4월 1일 - 1960년 7월 1일    |
| 제3대 | 정계완 | 농과대학 | 1960년 8월 29일 - 1962년 7월 12일  |
| 제4대 | 함인섭 | 농과대학 | 1962년 8월 11일 - 1967년 12월 31일 |
| 제5대 | 함인섭 | 농과대학 | 1968년 1월 1일 - 1971년 12월 13일  |
| 제6대 | 함인섭 | 농과대학 | 1972년 1월 1일 - 1972년 8월 31일   |
| 제7대 | 최종렬 | 농과대학 | 1972년 9월 4일 - 1976년 9월 3일    |
| 제8대 | 최종렬 | 농과대학 | 1976년 9월 4일 - 1978년 2월 28일   |

### 총장
| 대수     | 이름   | 단과대학     | 임기                              |
| -------- | ------ | ------------ | --------------------------------- |
| 초대     | 이민재 | 문리과대학   | 1978년 3월 1일 - 1982년 1월 10일  |
| 제2대    | 이상주 |              | 1982년 1월 11일 - 1986년 1월 10일 |
| 제3대    | 이상주 |              | 1986년 1월 11일 - 1988년 3월 15일 |
| 제4대    | 이춘근 | 농과대학     | 1988년 7월 15일 - 1992년 7월 14일 |
| 제5대    | 문선재 | 사범대학     | 1992년 7월 15일 - 1996년 7월 14일 |
| 제6대    | 하서현 | 축산대학     | 1996년 7월 15일 - 2000년 7월 14일 |
| 제7대    | 박용수 | 사회과학대학 | 2000년 7월 15일 - 2004년 7월 14일 |
| 제8대    | 최현섭 | 사범대학     | 2004년 8월 5일 - 2008년 8월 4일   |
| 제9대    | 권영중 | 공과대학     | 2008년 8월 5일 - 2012년 8월 4일   |
| 제10대   | 신승호 | 자연과학대학 | 2012년 8월 5일 - 2015년 9월 17일  |
| 직무대리 | 강용옥 | 사범대학     | 2015년 9월 17일 - 2016년 2월 16일 |
| 제11대   | 김헌영 | 공과대학     | 2016년 6월 7일 - 2020년 6월 6일   |
| 제12대   | 김헌영 | 공과대학     | 2020년 6월 7일 - 2024년 6월 6일   |
| 직무대리 | 김대중 | 의과대학     | 2024년 6월 7일 - 2024년 6월 23일  |
| 제13대   | 정재연 | 경영대학     | 2024년 6월 24일 - 현재            |

## 같이 보기
- 강원대학교